# Chusquea nelsonii
Chusquea nelsonii là một loài thực vật có hoa trong họ Hòa thảo. Loài này được Scribn. & J.G.Sm. mô tả khoa học đầu tiên năm 1897.